# Jerg Ratgeb

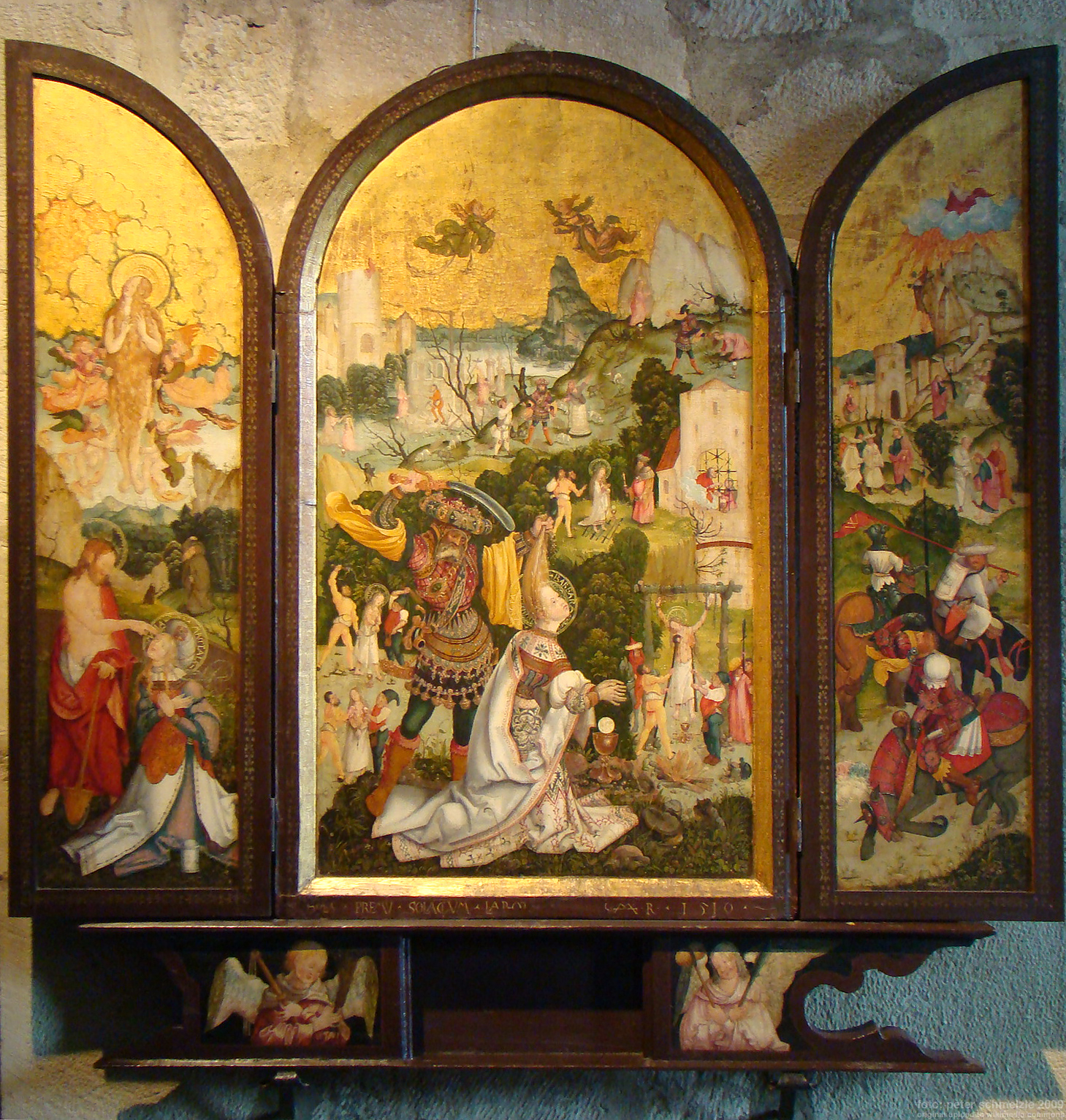
Barbara-Altar in Schwaigern, 1510

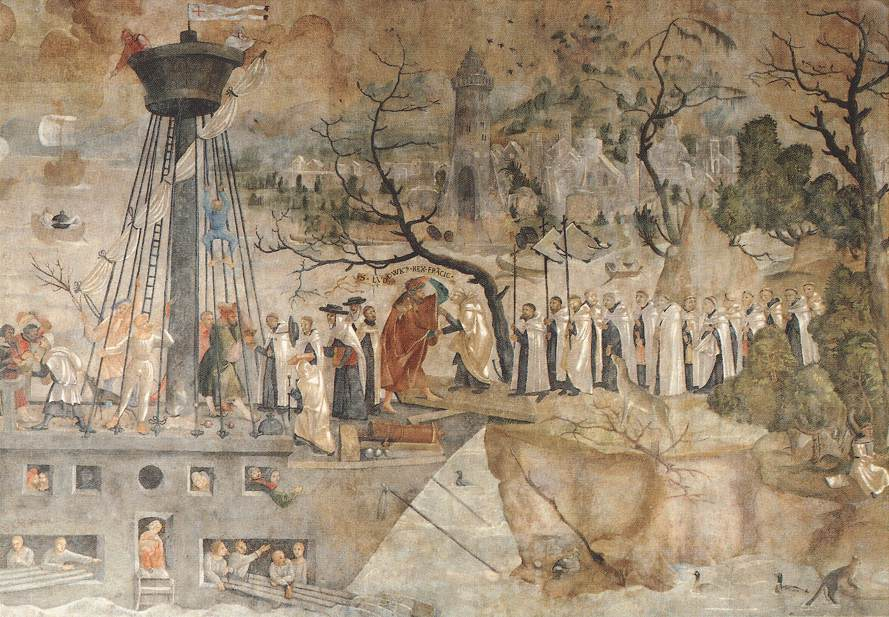
Ausschnitt aus der Geschichte des Karmels, Karmeliterkloster Frankfurt, 1517

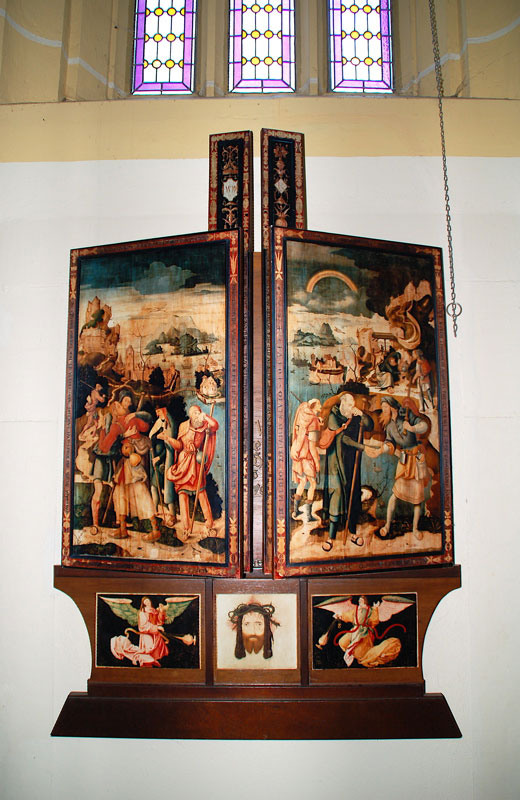
In der Stiftskirche Herrenberg befindet sich eine Kopie des Altarretabels

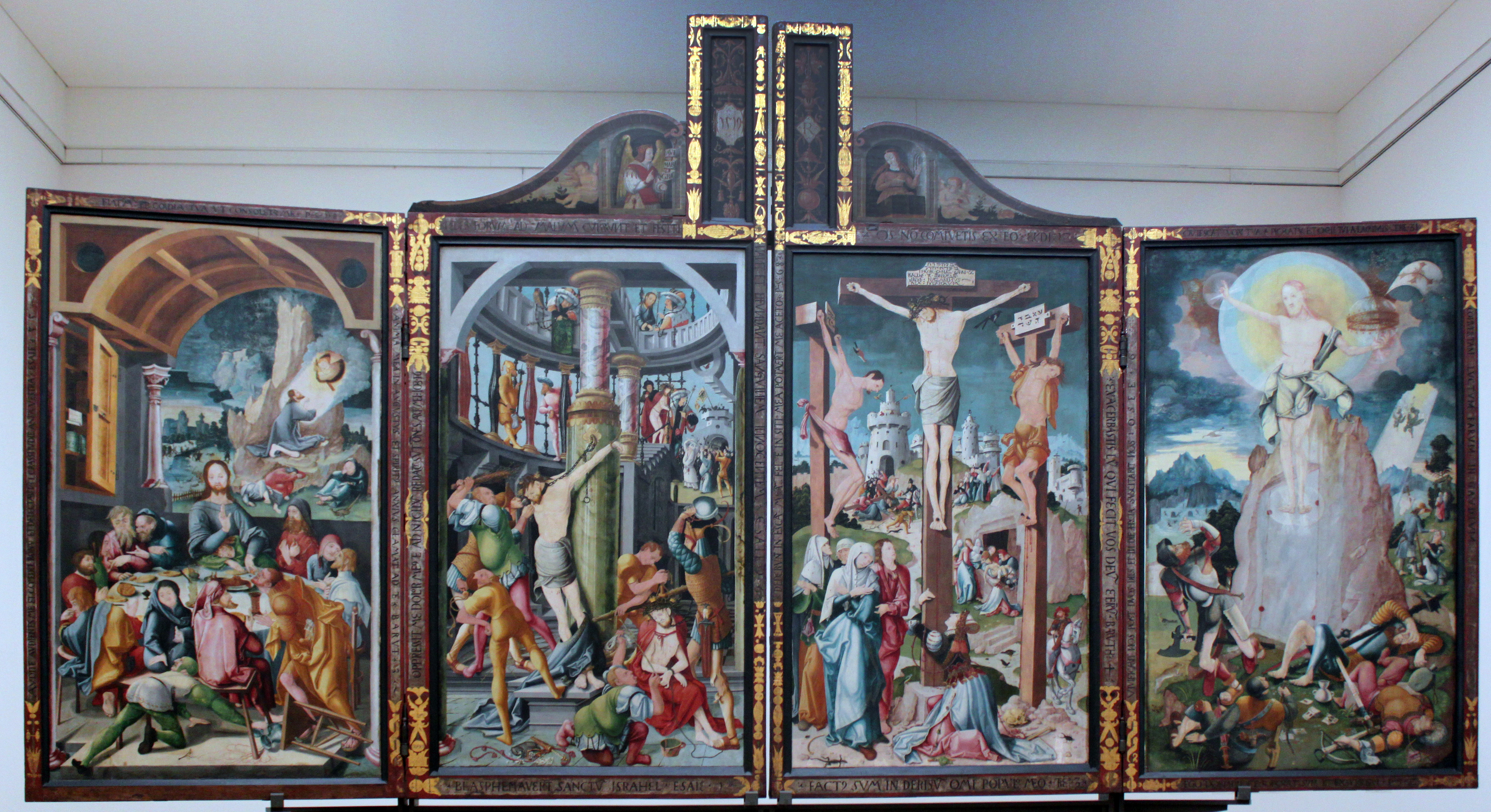
Herrenberger Altar (1518–21), geöffnet (Staatsgalerie Stuttgart)

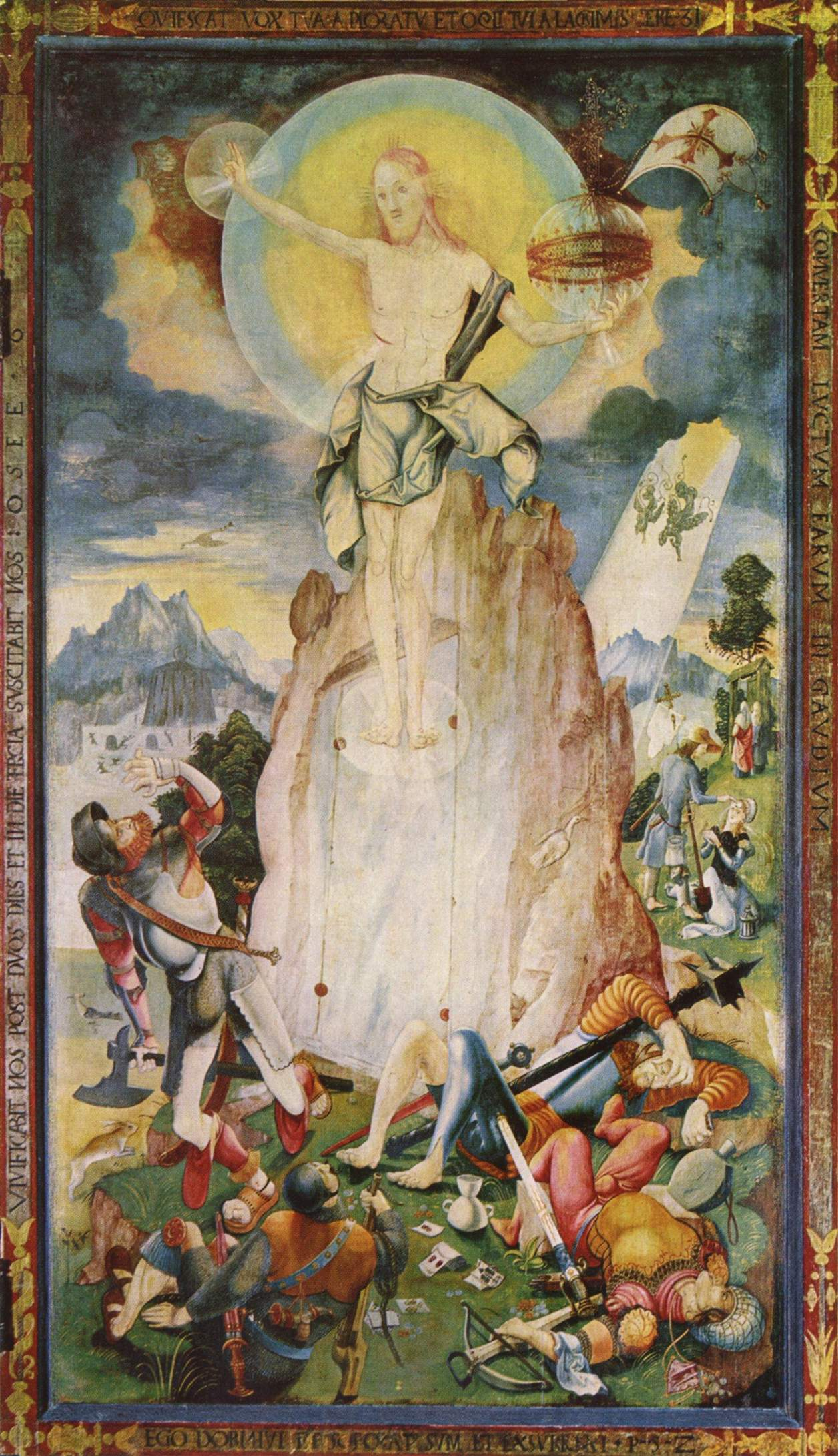
Auferstehung Christi (Herrenberger Altar, Außenflügel rechts)

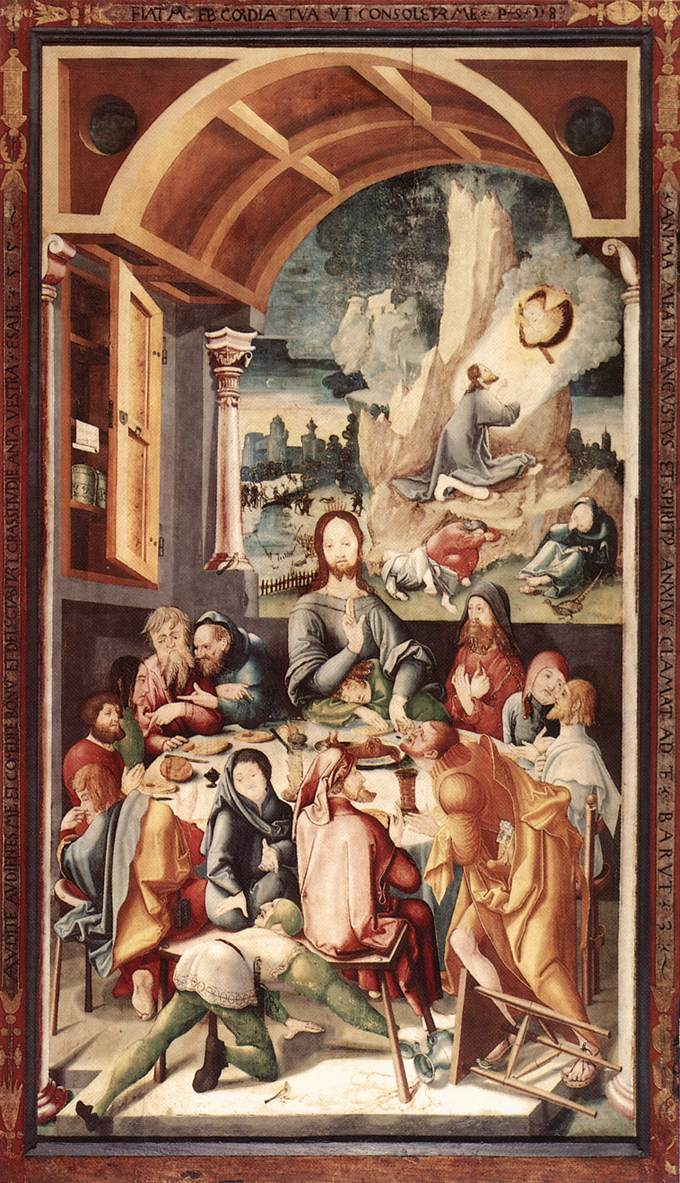
Letztes Abendmahl (Herrenberger Altar, Außenflügel links)

Jerg Ratgeb (auch Jörg Ratgeb; * um 1480 in Schwäbisch Gmünd; † 1526 in Pforzheim) war ein süddeutscher Maler der Dürerzeit und einer der Bauernführer im Deutschen Bauernkrieg. Über sein Leben ist nur wenig bekannt. Er kam sicher aus Schwäbisch Gmünd, erhielt 1503 in Stuttgart das Bürgerrecht, war danach im Rhein-Main-Gebiet, von 1509 bis 1512 in Heilbronn, danach in Frankfurt am Main und ab 1521/1522 wieder in Stuttgart tätig. Als seine Hauptwerke gelten der Barbara-Altar in der Stadtkirche Schwaigern (1510), der Herrenberger Altar (1518/1519) und die Ausmalung des Frankfurter Karmeliterklosters (1514–18). Wegen seiner Kontakte zu Frankfurter Karmelitern und Patriziern werden ihm auch verschiedene weitere, stilistisch nahestehende Arbeiten in diesem Umfeld zugeschrieben.
Er wurde aufgrund seiner Unterstützung der Aufständischen im Deutschen Bauernkrieg, von denen er zu einem ihrer Anführer gewählt wurde, wegen Hochverrats zum Tode verurteilt und vermutlich durch Vierteilung hingerichtet.

## Leben
Jerg Ratgeb entstammt mit ziemlicher Sicherheit der Gmünder Familie Ratgeb. In Akten von 1522 und 1526 wird ein Jacob Schürtz, genannt Ratgeb, als sein Vater genannt. Die Familie bewohnte möglicherweise das seit 1371 in Gmünd belegte Schürtzenhaus, von dem der Vater möglicherweise den Hausnamen erhalten haben könnte. Der Vater könnte außerdem mit einem 1503 als Verwalter eines Meierhofes in Herrenberg genannten Jacob Ratgeb identisch sein, woraus sich einige Zusammenhänge in Jerg Ratgebs späterem Lebensweg erklären ließen.
Seine Ausbildung erhielt Jerg Ratgeb wohl zunächst in Gmünd. Wohin ihn dann die Wanderschaft seiner Lehrjahre führte, ist unbekannt. Aus den späteren Charakteristika seiner Werke vermutet man, dass er sich in Schwaben, im Raum Oberrhein und in Augsburg aufhielt. Um 1500 wird Jerg Ratgeb erstmals als möglicher Geselle von Hans Holbein d. Ä. bei der Mitarbeit am Hochaltar für die Frankfurter Dominikanerkirche fassbar. Seine Meisterschaft erlangte er jedoch wohl anschließend wieder in Gmünd, da er später das Wappen der Gmünder Malerzunft als Siegel verwendete.
1503 siedelte Ratgeb nach Stuttgart über und erwarb dort das Bürgerrecht. Dies könnte in Zusammenhang mit einer möglichen Übersiedlung des Vaters von Gmünd nach Herrenberg stehen. In Stuttgart hat sich Jerg Ratgeb jedoch nicht lange aufgehalten, da er schon 1504/1505 in Frankfurt am Main war, wo er für Claus Stalburg tätig gewesen sein und dort die Porträtbildnisse des Stalburg-Altars sowie die Ausmalung der Großen Stalburg am Kornmarkt geschaffen haben könnte. Zwischen 1505 und 1507 war er weiter im Rhein-Main-Gebiet tätig, so könnte er auch den Altarauftrag für Lucia Heller für die Frankfurter Weißfrauenkirche ausgeführt haben. 1508 und 1509 wird Ratgeb wieder in Stuttgart erwähnt, bevor er 1509 mit seiner Werkstatt nach Heilbronn übersiedelte.
In Heilbronn war Ratgeb lediglich Hintersasse und konnte kein Bürgerrecht erwerben, da es ihm nicht möglich war, seine damalige Lebensgefährtin, mit der er auch Kinder hatte, aus der Leibeigenschaft Herzog Ulrichs freizukaufen. Das „Weib“, vermutlich eine Leibeigene aus Herrenberg, wird noch bis 1512 erwähnt und ist danach vermutlich verstorben. Verschiedene Hinweise deuten darauf hin, dass Ratgeb in Heilbronn zunächst für das Heilbronner Karmeliterkloster tätig war. Als weiterer Heilbronner Auftraggeber kommt der Bürgermeister Conrad Erer in Betracht, dessen Schwiegersohn Wicker Frosch († 1510) unter einem Ratgeb-Wandgemälde von 1515/16 im Frankfurter Karmeliterkreuzgang begraben ist. 1510 gestaltete Ratgeb den Barbara-Altar für die Schwaigerner Stadtkirche.
1512 verließ Ratgeb Heilbronn und gab im selben Jahr sein Bürgerrecht in Stuttgart auf. Er könnte unmittelbar daraufhin wieder in Frankfurt gewesen sein, wo ihm der 1512 entstandene Altar eines Meisters Jorg Maler in Rödelheim zugeschrieben wird. Ende 1513 könnte er bei der Ausmalung des nach einem Brand wiederhergestellten Sommerrefektoriums in Mainz beteiligt gewesen sein.
Sicher in Frankfurt hielt sich Ratgeb wieder von 1514 bis 1518 auf, mit einer Unterbrechung durch eine Reise nach Herrenberg zur Visierung von Altar und Chorgestühl für Propst Johannes Rebmann († 1517). In Frankfurt schuf Ratgeb zu jener Zeit für das Karmeliterkloster die größte Wandmalerei nördlich der Alpen, von der allerdings heute nur noch kleine Reste erhalten sind. Aus dem umfangreichen Bildprogramm, darunter eine Anbetung für Claus Stalburg († 1524), Gedächtnisbilder für verschiedene Frankfurter Patrizierfamilien usw., schließt man auf seine vormaligen Auftraggeber. Aus stilkritischen Erwägungen wird Ratgeb auch der kleine Flügelaltar der Frankfurter Karmeliterkirche zugeschrieben, der 1516 gleichzeitig mit der Nordseitenausmalung des Klosters entstand. Ein großes Weltgericht an der östlichen Partie der Südwand kennzeichnete das Grab von Ratgebs Gesellen Jörg Glasser von Bamberg, der 1516 der Pest erlag. Bevor Ratgeb 1518 den Bilderzyklus des Frankfurter Karmeliterklosters vollendete, malte er noch eine Geschichte des Karmels im Sommerrefektorium.
Auf der Frankfurter Ostermesse erwarb Ratgeb 1518 die benötigten Farben für den Herrenberger Altar, ehemals für die Stiftskirche von Herrenberg geschaffen, heute in der Staatsgalerie Stuttgart, den er in den folgenden beiden Jahren vollendete, während denen er sich in Herrenberg aufhielt. 1519 kehrte er nach Frankfurt zurück und ist 1520/1521 mehrfach im Rhein-Main-Gebiet nachgewiesen. 1519/1520 war er erneut im Karmeliterkloster und in der Karmeliterkirche tätig, 1521 schuf er Wandgemälde im Mainzer Dom. 1521/1522 löste er seine Frankfurter Werkstatt, in der er vermutlich zehn Mitarbeiter beschäftigt hatte, auf, und wandte sich wieder nach Stuttgart. Über seine Tätigkeit dort ist wenig bekannt. Möglicherweise war er für die Karmeliter in Esslingen tätig, wo Herzogin Elisabeth einen neuen Hochaltar stiftete.
Als Mitglied des Rates von Stuttgart verhandelte er 1525 im Bauernkrieg mit den aufständischen Bauern und nahm an dem von den Aufständischen geforderten Kriegskontingent teil. Von den Bauern wurde er als Kriegsrat und Kanzler gewählt. Er kämpfte an der Seite von Herzog Ulrich, der sich damals in der Reichsacht befand, und mit Hilfe der Bauern seine Herrschaftsgebiet wiedererlangen wollte. Nach der Niederschlagung der Aufständischen floh Ratgeb, wurde jedoch denunziert und verhaftet. „Des Pauernkriegs und Herzog Ulrichs halber“ wurde er des Hochverrats angeklagt und 1525 oder 1526 in Pforzheim durch Vierteilung mit Pferden hingerichtet.

## Rezeption

### Künstler
Am Ende des 19. Jahrhunderts wurde sein Werk durch Otto Donner von Richter wiederentdeckt und blieb seitdem Gegenstand kontroverser Interpretationen. Sein tragisches Ende motivierte wiederholt Kunsthistoriker, allen voran Wilhelm Fraenger, sein schmales erhaltenes Werk als politisches Manifest zu lesen. Diese Deutungen werden von der gegenwärtigen Kunstgeschichte überwiegend als kurzschlüssig abgelehnt.
Im 20. Jahrhundert widmeten sich mehrere historische Romane seinem Schicksal:
- Georg Schwarz: Jörg Ratgeb. München 1937.
- Marianne Bruns: Die Spur des namenlosen Malers.  Berlin 1975.
- Anton Monzer: Die Spur der Bilder: ein biographischer Roman um den Maler Jörg Ratgeb. Bietigheim 1999.

Im Jahre 1977 war Ratgeb die Hauptfigur des DEFA-Films Jörg Ratgeb, Maler. Regie führte Bernhard Stephan, Hauptdarsteller war Alois Švehlík.
Das Leben von Ratgeb war ab 1990 Thema eines mehrstündigen Freilicht- bzw. Sommertheater-Stücks namens Jerg Ratgeb, Maler. Ein Künstlerdrama, das vom Theater Lindenhof auf dem Ammerhof bei Tübingen aufgeführt, vom SDR aufgezeichnet und im Fernsehen ausgestrahlt wurde. Uwe Zellmer, der Autor des Stückes, erhielt 1990 für die Umsetzung des Stoffes den Volkstheaterpreis des Landes Baden-Württemberg.
2004 schuf Hans Kloss in altmeisterlicher Manier einen großen vierteiligen Flügelaltar, der in der Schwäbisch Gmünder Johanniskirche vorgestellt und von der Sammlung Würth angekauft wurde. Er widmet sich ganz der Figur und dem grausamen Ende Ratgebs.

### Gedenken

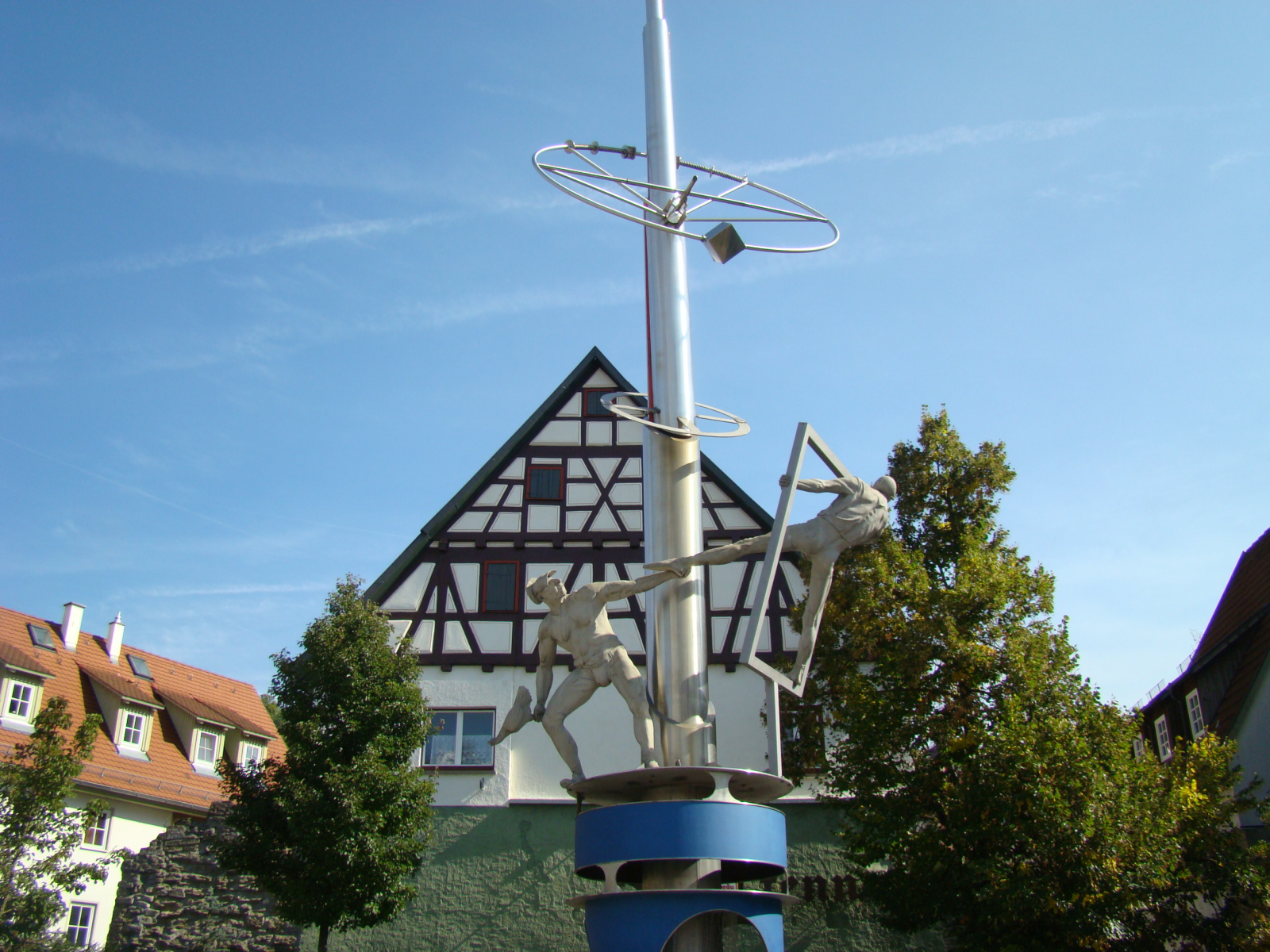
Lenk: Erinnerung an den Maler Jerg Ratgeb

Ratgeb ist Namensgeber diverser öffentlicher Plätze und Institutionen: Zum Beispiel im Heilbronner Stadtteil Sontheim wurde der Jörg-Ratgeb-Platz nach ihm benannt, in der Schwäbisch Gmünder Weststadt der Jörg-Ratgeb-Weg, in Pforzheim in der Innenstadt die Jörg-Ratgeb-Straße. Im Stuttgarter Stadtteil Neugereut wurde die Jörg-Ratgeb-Schule, in Herrenberg die Jerg-Ratgeb-Realschule und der Jerg Ratgeb Skulpturenpfad mit seinem Namen versehen.
1977 stiftete der Holzschneider HAP Grieshaber gemeinsam mit dem Bildhauer Rolf Szymanski den Jerg-Ratgeb-Preis. Der Preis wurde von seinen Stiftern erstmals an den österreichischen Bildhauer Rudolf Hoflehner verliehen. Nach Grieshabers Tod wurde der Gedanke des Kunstpreises von der HAP-Grieshaber-Stiftung Reutlingen wieder aufgegriffen, die den Preis nunmehr seit 1987 vergibt.

## Werke
- Abschied Christi von seiner Mutter, um 1510 (Bern, Kunstmuseum, Inv. Nr. 158)[3]
- Barbara-Retabel, 1510 (Schwaigern, Johanneskirche)
- Wandmalereien in Kreuzgang und Sommerrefektorium, 1514–17 (Frankfurt am Main, Karmeliterkloster)
- Herrenberger Altar aus der Stiftskirche Herrenberg, 1518–21 (heute Stuttgart, Staatsgalerie, Inv. Nr. 1523 a–e)
- Wandmalereien, 1521 (Mainz, Dom)